# مرقد معصوم
مرقد معصوم (بالفارسية: امامزاده معصوم) هو مرقد شيعي تاريخي يعود إلى السلالة الصفوية، وتقع في طهران.